# Eurystomus
Eurystomus Vieillot, 1816 è un genere di uccelli della famiglia dei Coraciidi.

## Distribuzione e habitat
Gli uccelli appartenenti a questo genere nidificano in Africa, Asia e Australia: la ghiandaia marina golazzurra e la ghiandaia marina beccolargo vivono esclusivamente in Africa; la ghiandaia marina violacea è endemica delle Molucche; mentre la ghiandaia marina orientale ha un vasto areale che va dall'India al Giappone a all'Australia.
Gli habitat che le specie di Eurystomus occupano sono vari e specie-specifici, tutte si nutrono però in spazi aperti come la savana e i campi coltivati; inoltre sono associate anche a boschi e foreste umide.

## Tassonomia
Il genere comprende le seguenti specie:
- Eurystomus glaucurus (Statius Muller, 1776) - ghiandaia marina beccolargo
- Eurystomus gularis Vieillot, 1819 - ghiandaia marina golazzurra
- Eurystomus azureus G.R.Gray, 1861 - ghiandaia marina violacea
- Eurystomus orientalis (Linnaeus, 1766) - ghiandaia marina orientale